# Comité Económico e Social Europeu
O Comité Económico e Social Europeu (CESE) está regulado no Tratado CE, na versão do Tratado de Nice, é um órgão consultivo da União Europeia, composto por representantes das diferentes componentes de carácter económico e social da sociedade civil, designadamente dos agricultores, transportadores, comerciantes e artífices, das profissões liberais, dos consumidores e do interesse geral.
Os membros deste Comité não devem estar vinculados a qualquer instruções, exercendo as funções respectivas com plena independência.

## Função
O Comité Económico e Social Europeu, estabelecido pelo Tratado de Roma em 1957, visava unir diversos grupos de interesse económico para facilitar a criação de um Mercado Único. Esse comité fornece a esses grupos uma plataforma institucional para expressar suas preocupações à Comissão Europeia, ao Conselho e ao Parlamento Europeu. O CESE se posiciona como "uma ponte entre a Europa e a sociedade civil organizada."
A consulta ao comité é obrigatória em questões especificadas nos Tratados e sempre que as instituições considerarem apropriado. O Tratado de Maastricht expandiu significativamente o escopo do comité, aumentando sua influência em áreas como política social, coesão econômica e social, meio ambiente, educação, saúde, proteção ao consumidor, indústria, Redes Transeuropeias, tributação indireta e fundos estruturais. Em certas questões, o CESE trabalha em parceria com o Comité das Regiões.
Nos últimos anos, o comité aceitou o desafio da sociedade civil, abrindo seu fórum para representantes de todos os setores, desenvolvendo duas missões complementares:
- Envolver mais as organizações da sociedade civil na empreitada europeia, tanto no nível nacional quanto europeu.
- Impulsionar o papel das organizações da sociedade civil em países não membros ou agrupamentos de países onde o comité está promovendo um diálogo estruturado com organizações da sociedade civil, e promovendo a criação de estruturas consultivas baseadas em suas experiências, especialmente nos países que solicitam adesão à UE, nos países parceiros do Mediterrâneo, nos países da África, Caribe e Pacífico, na Índia, China, América Latina (Mercosul) e Brasil.

## Operação
É obrigatório que o comité seja consultado sobre as questões estipuladas nos Tratados e em todos os casos em que as instituições considerem apropriado. O CESE também pode ser consultado de forma exploratória por uma das outras instituições, e, conforme a Regra 29(2) de seu Regulamento Interno, pode emitir pareceres por iniciativa própria. Cerca de 15% de seus pareceres são pareceres de iniciativa própria.
Pareceres de iniciativa própria e exploratórios frequentemente aumentam a conscientização dos órgãos decisórios, e da Comissão em particular, sobre assuntos que até então mal haviam atraído sua atenção, se é que atraíram. Pareceres exploratórios elaborados a pedido de outras instituições antes mesmo de a Comissão ter elaborado suas propostas permitem que os diversos componentes da sociedade civil organizada representados dentro do CESE expressem as expectativas, preocupações e necessidades dos stakeholders de base.
O Comité adota em média 170 pareceres por ano sobre uma ampla gama de assuntos relacionados à integração europeia. Portanto, desempenha um papel ativo nos processos de formação de políticas comunitárias e na preparação de decisões comunitárias.

## Membros
Atualmente, o CESE conta com 329 membros (o mesmo número do Comité das Regiões). O número de membros por estado da UE varia de acordo com a população de cada estado (veja a tabela abaixo para as figuras de adesão estado por estado; a divisão é a mesma para o Comité das Regiões). Os membros do CESE são divididos em três grupos de número igual: empregadores, empregados e um terceiro grupo de diversos outros interesses variáveis, como: agricultores, grupos de consumidores, associações profissionais e assim por diante.
Os membros são nomeados pelo conselho (por maioria qualificada) após indicações feitas pelo governo do respectivo Estado-Membro. No entanto, uma vez nomeados, os membros são completamente independentes de seus governos. Eles têm um mandato renovável de cinco anos. O Presidente do CESE, eleito para um mandato de 2 anos e meio, é Oliver Röpke (desde 2023), e os presidentes anteriores foram Christa Schweng (2020–2023), Luca Jahier (2018–2020), Georges Dassis (2015–2018) e Henri Malosse (2013–2015).
| Alemanha   | 24    | Bélgica    | 12    | Irlanda          | 9   |  |  |  |  |
| Hungria    | 12    | Croácia    | 9     | França           | 24  |  |  |  |  |
| Portugal   | 12    | Lituânia   | 9     | Itália           | 24  |  |  |  |  |
| Suécia     | 12    | Letônia    | 7     | Espanha          | 21  |  |  |  |  |
| Bulgária   | 12    | Eslovênia  | 7     | Polônia          | 21  |  |  |  |  |
| Áustria    | 12    | Estônia    | 7     | Romênia          | 15  |  |  |  |  |
| Eslováquia | 9     | Chipre     | 6     | Países Baixos    | 12  |  |  |  |  |
| Dinamarca  | 9     | Luxemburgo | 6     | Grécia           | 12  |  |  |  |  |
| Finlândia  | 9     | Malta      | 5     | República Tcheca | 12  |  |  |  |  |
| Total      | Total | Total      | Total | Total            | 329 |  |  |  |  |

## Opiniões
Entre as opiniões de iniciativa própria selecionadas, incluem-se:
- Opinião sobre o Desenvolvimento de Cadeias de Valor e Suprimento em um Contexto Europeu e Global (adotada em 25 de abril de 2007), que argumenta que as agências da UE e dos estados membros devem trabalhar para melhorar o ambiente no qual as "empresas iniciais e intermediárias" operam dentro das cadeias de suprimentos. Conhecidas como "IICs", um termo criado especificamente para esse parecer, a opinião se refere às empresas geralmente menores ou de médio porte, menos visíveis, que estão nos níveis inferiores das cadeias de suprimentos, operando nas fases iniciais do processo de criação de valor, frequentemente de maneiras inovadoras, e desempenhando um papel importante na geração de emprego. A opinião nota que "não existe uma definição estabelecida de IICs" e que as atitudes em relação a essas empresas variam entre os estados membros e regiões.[6][7]
- Em Direção a um Padrão da OIT Contra Violência de Gênero no Trabalho (16 de setembro de 2015), que destaca a necessidade de um padrão internacional que aborde a violência de gênero nos locais de trabalho, promovendo um ambiente de trabalho mais seguro e igualitário para todos os gêneros.[8]

## Críticas
Em um relatório que revisou 50 anos do CESE, C.S. Dimitrioulas citou Jacques Delors dizendo que as contribuições do CESE de 1958 a 2008 em questões civis e sociais foram "notáveis". Dimitrioulas comentou: "Graças à sua composição e papel único no quadro institucional da UE, o Comité terá no futuro uma responsabilidade especial em tornar a democracia participativa uma realidade e trabalhar para o desenvolvimento de um diálogo estruturado entre a sociedade civil organizada e as instituições da União."
O Tratado de Lisboa confirmou o papel e a influência do CESE. Segundo os proponentes do CESE: "De fato, significativas perspectivas para o desenvolvimento da democracia participativa são abertas pelo Artigo 11 do novo Tratado sobre a União Europeia, que estabelece as bases para o futuro estabelecimento de um diálogo civil estruturado em nível europeu, ao lado do diálogo político entre a UE e seus Estados membros e o diálogo social com os parceiros sociais, garantindo assim a participação sustentável da sociedade civil organizada no processo político europeu. Nesse contexto, o CESE tem uma responsabilidade particular em trazer a democracia participativa à vida. Em vista de sua composição e papel, conforme estabelecido nos Tratados, e em parceria com as outras instituições, o propósito do Comité é ser ainda mais no futuro o meio de desenvolver a democracia participativa e o diálogo civil no nível da União."
Em outubro de 2020, a recondução de um representante empresarial polonês, Jacek Krawczyk, para outro mandato de cinco anos como membro do CESE tornou-se alvo de críticas severas à medida que o CESE enfrentava pressões para prevenir melhor o assédio na organização. O próprio Sr. Krawczyk foi acusado de assédio psicológico e está sendo processado pelas autoridades belgas. Além disso, a conduta de Jacek Krawczyk foi investigada pelo escritório anti-fraude da UE, OLAF. Por isso, os eurodeputados rejeitaram as contas financeiras de 2018 do CESE devido à sua falha em lidar com a questão do assédio. Segundo palavras do eurodeputado Tomáš Zdechovský, que liderou o procedimento de descarga orçamental, o CESE não foi capaz de responder perguntas sobre seus diversos erros e tomar medidas que fariam os eurodeputados acreditar que esta instituição particular é capaz de proteger os interesses dos cidadãos europeus.
A utilidade geral do CESE também foi questionada recentemente. Embora o número de funcionários administrativos tenha diminuído de 727 em 2013 para 668 em 2019 e o número de pareceres tenha diminuído, o orçamento anual do CESE continuou a crescer. O eurodeputado checo Tomáš Zdechovský disse que "muito poucos legisladores estão lendo os pareceres deste comité. O impacto é próximo de zero". Ele também descreveu o CESE como "um comité zumbi que perdeu seu propósito, mas ainda vive".